# Best of Ozz
Best of Ozz — сборник песен британского рок-музыканта Оззи Осборна, выпущенный в 1989 году.

## Об альбоме
Best of Ozz был выпущен без разрешения Оззи — звукозаписывающая компания выпустила сборник лучших хитов раньше, чем певец дал согласие.
Данный сборник не содержит ни одной песни с предыдущей студийной работы Оззи Осборна, «No Rest for the Wicked».

## Список композиций
1. «Over the Mountain» (Осборн, Роадс, Дэйсли, Керслейк) — 4:31
  - с альбома Diary of a Madman
2. «Secret Loser» (Осборн, Ли, Дэйсли) — 4:08
  - с альбома The Ultimate Sin
3. «Goodbye to Romance» (Осборн, Роадс, Дэйсли) — 5:35
  - с альбома Blizzard of Ozz
4. «Shot in the Dark» (Осборн, Суссан) — 4:16
  - с альбома The Ultimate Sin
5. «Mr. Crowley» (Осборн, Роадс, Дэйсли) — 4:55
  - с альбома Blizzard of Ozz
6. «Bark at the Moon» (Осборн) — 4:15
  - с альбома Bark at the Moon
7. «Crazy Train» (Осборн, Роадс, Дэйсли, Керслейк) — 4:50
  - с альбома Blizzard of Ozz
8. «Centre of Eternity» (Осборн) — 5:15
  - с альбома Bark at the Moon
9. «Diary of a Madman» (Осборн, Роадс, Дэйсли, Керслейк) — 6:12
  - с альбома Diary of a Madman
10. «The Ultimate Sin» (Осборн, Ли, Дэйсли) — 3:43
  - с альбома The Ultimate Sin

## Участники записи
- Оззи Осборн — вокал;
- Рэнди Роадс — гитара на песнях «Over the Mountain», «Goodbye to Romance», «Mr. Crowley», «Crazy Train» и «Diary of a Madman»;
- Джейк И. Ли — гитара на песнях «Secret Loser», «Shot in the Dark», «Bark at the Moon», «Centre of Eternity» и «The Ultimate Sin»;
- Боб Дэйсли — бас-гитара;
- Дон Эйри — клавишные на песнях «Goodbye to Romance», «Mr. Crowley», «Bark at the Moon» и «Centre of Eternity»;
- Джонни Кук — клавишные на песнях «Over the Mountain» и «Diary of a Madman»;
- Майк Моран — клавишные на песнях «Secret Loser», «Shot in the Dark» и «The Ultimate Sin»;
- Ли Керслейк — ударные на песнях «Over the Mountain», «Goodbye to Romance», «Mr. Crowley», «Crazy Train» и «Diary of a Madman»;
- Томми Олдридж — ударные на песнях «Bark at the Moon» и «Centre of Eternity»;
- Рэнди Кастилло — ударные на песнях «Secret Loser», «Shot in the Dark» и «The Ultimate Sin».